# 12241 Lefort
12241 Lefort eller 1988 PQ2 är en asteroid i huvudbältet som upptäcktes den 13 augusti 1988 av den tyske astronomen Freimut Börngen vid Tautenburg-observatoriet. Den är uppkallad efter den tyska författaren Gertrud Freiin von le Fort.